# Gastronomía de Quito
Quito es reconocido a nivel nacional e internacional como la ciudad culinaria del país, debido a su variedad de platos típicos, desde platos nacionales elaborados a base de papas hasta platos internacionales hechos con carne, pollo o pescado. La ciudad acoge los platos típicos más deleitados del país, lo cual los turistas pueden saborear un plato quiteño (como lo es el locro de papas), cualquier plato nacional (por ejemplo el encebollado), o hasta, en los centros comerciales, platos internacionales (hamburguesas, sushi, etc.).

## Sopas y entradas
En Quito, se puede encontrar sopas elaboradas con papas, yuca o verde, además, pueden contener pollo o pescado (este último, típico de la Región Costa).
- Locro de papas
- Aguado de pollo
- Caldo de gallina
- Fanesca (en Semana Santa)
- Yahuarlocro
- Sopa de quinua
- Ceviche de Chochos

## Arroz y platos fuertes
- Hornado
- Llapingachos
- Mote con chicharrón
- Fritada
- Choclos con queso
- Arroz con pescado (corvina, tilapia, trucha, atún, etc.)
- Seco de pollo

## Postres y bebidas
- Helado de paila
- Pristiños
- Canelazos
- Higos con queso